# Omar Richards
Omar Tyrell Crawford Richards (* 15. Februar 1998 in Lewisham, London) ist ein englischer Fußballspieler. Der linke Außenverteidiger steht seit Juli 2022 bei Nottingham Forest unter Vertrag und ist aktuell an Rio Ave FC ausgeliehen. Darüber hinaus ist er ehemaliger U21-Nationalspieler.

## Karriere

### Vereine
Der im Londoner Stadtbezirk Lewisham geborene Omar Richards schloss sich nach seiner Freistellung beim FC Fulham im Sommer 2013 der Jugendabteilung des FC Reading an. Drei Jahre später unterzeichnete der linke Außenverteidiger bei den Royals seinen ersten professionellen Vertrag. In dieser Saison 2016/17 spielte er bereits regelmäßig für die U23-Mannschaft in der Premier League 1. Am 5. August 2017 (1. Spieltag) debütierte er bei der 0:2-Auswärtsniederlage gegen die Queens Park Rangers in der zweithöchsten englischen Spielklasse, als er als Reaktion auf den Ausschluss von Tiago Ilori für Jón Daði Böðvarsson eingewechselt wurde. In den nächsten Monaten kam er nur sporadisch in der Herrenauswahl zum Einsatz. Am 30. November 2017 unterzeichnete er einen neuen Vierjahresvertrag bei Reading. Am 20. Februar 2018 (33. Spieltag) erzielte er beim 1:1-Unentschieden gegen Nottingham Forest sein erstes Ligator. In dieser Saison 2017/18 absolvierte er 13 Ligaspiele, in denen ihm zwei Treffer gelangen. Nachdem er in der Spielzeit 2018/19 nur in zehn Ligaspielen zum Einsatz kam, kam er in der darauffolgenden Saison 2019/20 bereits zu 28 Ligaeinsätzen. Dies geschah hauptsächlich, da er zu Beginn auf den linken Flügel auswich.
Der Durchbruch auf seiner Stammposition in der linken Außenverteidigung gelang ihm in der nächsten Spielzeit 2020/21 nach dem Abgang des langjährigen Starters Tyler Blackett. Dort war der Londoner Stammkraft in der Viererkette, in der er am häufigsten mit Kapitän Michael Morrison sowie Thomas Holmes zusammenspielte. Reading befand sich lang auf den Aufstiegsrelegationsplätzen, fiel aber nach einer Serie von sechs sieglosen Partien noch auf Rang 7. Richards bespielte ausschließlich die linke Außenbahn und stieß auch regelmäßig in die gegnerische Hälfte vor. Eine seiner Hauptaufgaben bestand in Ballbesitzphasen darin, den gegnerischen Außenverteidiger auf sich zu ziehen, um im Zentrum Räume für seine offensiven Mitspieler zu schaffen. Im Schnitt kamen 79 % seiner Pässe bei seinen Teamkollegen an. Richards gelangen aufgrund seiner Schnelligkeit und guten Ballbehandlung am Fuß überdurchschnittlich viele Dribblings, bei welchen er sich nur seinem Mannschaftskameraden Andy Yiadom geschlagen geben musste, auch in puncto Zweikämpfen und erfolgreichen Flanken gehörte er zu den besten Außenverteidigern der Liga. Seine mittelmäßige Passquote sowie Defizite in der Spielübersicht brachten ihm andererseits weder einen Assist noch einen Torerfolg ein.
Zur Bundesligasaison 2021/22 wechselte der Verteidiger nach Deutschland, wo er beim FC Bayern München einen bis Juni 2025 gültigen Vertrag erhielt. Die Münchner reagierten mit der Verpflichtung Richards sowie Dayot Upamecanos auf den Verlust der langjährigen Stammverteidiger David Alaba und Jérôme Boateng.
Nach einem Jahr kehrte Richards nach England zurück und wechselte zur Saison 2022/23 in die Premier League zu Nottingham Forest. Er unterschrieb beim Aufsteiger einen Vertrag bis zum 30. Juni 2026. Aufgrund eines Unterschenkelbruchs absolvierte Richards in der Saison kein Spiel für Nottingham. Der Verein verlieh ihn im August 2023 für ein Jahr zu Olympiakos Piräus. Ein Jahr später wurde er für die gesamte Primeira Liga 2024/25 an Rio Ave FC nach Portugal verliehen.

### Nationalmannschaft
Am 11. Oktober 2019 bestritt Richards ein Länderspiel für die englische U21-Nationalmannschaft beim 2:2 in einem Testspiel gegen die slowenische U21 als Einwechselspieler.

## Erfolge
- Deutscher Meister: 2022